# 赵长青 (刑法学家)
赵长青（1934年1月29日—2023年5月19日），重庆涪陵人。中国刑法专家。

## 生平
1960年毕业于西南政法大学法律系，获学士学位。文化大革命期间在四川省高级人民法院从事刑事审判工作，之后任教于西南政法大学毒品犯罪与对策研究中心主任、刑法学教授。曾经在诸多有历史影响案件中出席担任刑事辩护，其中包括克拉玛依大火中担任被害学生及教师家属代理、
曾在重庆打黑除恶专项行动里，为黎强进行辩护，期间以专业角度否定了公诉机关提交的1849件证明黎强组织、领导黑社会的证据，一时为法学界所称道。
2023年5月19日，赵长青在重庆逝世，享年90岁。